# SdKfz 10
SdKfz 10 (prescurtare de la Sonderkraftfahrzeug = autovehicul special) a fost un vehicul semișenilat fabricat de Germania nazistă și utilizat în timpul celui de-al Doilea Război Mondial. Principalul rol al acestui semișenilat a fost tractarea pieselor mici de artilerie, precum tunul antiaerian de calibru 2 cm FlaK 30, tunul de calibru 7.5 cm leIG sau tunul anticar de calibru 3.7 cm PaK 36. În plus, vehiculul putea transporta și opt soldați în timp ce tracta piesa de artilerie (sau o remorcă în locul acesteia).
Tehnologia utilizată de semișenilatele germane a fost dezvoltată în timpul Republicii de la Weimar de către Departamentul Autovehiculelor Militare la inițiativa Reichswehrului. Demag a fost firma aleasă pentru dezvoltarea celui mai mic semișenilat german. Vehiculul a fost proiectat între anii 1934 și 1938, fiind îmbunătățit în timpul acestei perioade.
Șasiul acestui semișenilat a fost utilizat pentru proiectarea transportorului de trupe ușor SdKfz 250. Aproximativ 14.000 de semișenilate SdKfz 10 au fost construite între anii 1938 și 1945, fiind unul dintre cele mai numeroase vehicule germane utilizate în război. A fost utilizat în Invadarea Poloniei, în Bătălia Franței, în Campania din Balcani, pe Frontul de Răsărit, pe Frontul de Vest, în Africa de Nord și Italia.

## Producție
Șapte fabrici asamblau acest tip de vehicul. Demag a construit aproximativ 1075 de bucăți din 1938 până în noimebrie 1942. Adlerwerke a construit 3414 de vehicule între 1938 și decembrie 1943. Büssing-NAG a asamblat 750 de bucăți între 1938 și decembrie 1942. MWC a construit 4750 de semișenilate SdKfz 10 între 1939 și 1944 (până în luna noiembrie). Mühlenbau-Industrie A.G (abreviat MIAG) a construit 324 de vehicule între 1939 și 1941. Maschinenfabrik Niedersachsen Hannover (abreviat MNH) a asamblat aproximativ 600 de bucăți între 1939 și noiembrie 1942. Osterreicher Saurerwerke a construit 3075 de vehicule SdKfz 10 între 1940 și decembrie 1943.

## Utilizare în România
Nouă semișenilate au fost livrate României în 1942 pentru tractarea tunurilor antitanc.